# Hassan Louahdi
Hassan Louahdi (arabe : حسان لواحدي), surnommé Achour né le 14 mars 1938 à Sétif et mort le 17 septembre 2020 à Alger, est un footballeur international algérien qui évoluait au poste d'attaquant.

## Biographie
Louahdi Achour. Ancien ailier gauche du grand Chabab de Belcourt et de l’équipe nationale
«Le Mondial est un moment magique»
«Je ne joue pas contre une équipe en particulier. Je joue pour me battre contre l’idée de perdre.»Bekenbauer
A soixante-seize ans, Achour, l’ancien ailier gauche du grand Chabab et de l’équipe nationale, a perdu la verve et le punch qui faisaient sa force, mais sa silhouette frêle n’a pas changé. Nous avons été à sa rencontre à son domicile pour retracer avec lui les moments forts d’une carrière où il a été l’élément complémentaire d’un puzzle qui a fait fureur au lendemain de l’indépendance. Qui pourrait oublier l’attaque «mitrailleuse» qu’il animait aux côtés des Lalmas, Salmi, Kalem Chenan, Boudjennoune… en faisant trembler les défenses adverses ?
Le regard réfléchi, le verbe fort, Achour, bien qu’affecté par l’âge et la maladie, n’en garde pas moins sa combativité. «Achour est de l’étoffe des artistes de talent, mais qui ont la simplicité des artisans qui, de surcroît, évoluent souvent à l’ombre des autres», l’avait complimenté un jour son entraîneur Ahmed Arab.
Achour n’a pas besoin de parler fort ou de mots chocs pour nous captiver, nous passionner, nous émouvoir. Trop pudique et trop timide, Achour est un passionné et comme tous les passionnés ses mots et ses expressions frappent juste. Issu d’une famille modeste, Achour n’est pas né avec une cuillère en argent dans la bouche. Achour a vu le jour à Sétif le 14 mars 1938, «précisément au quartier village Nègre, à la veille de l’Achoura, pendant les vacances scolaires, période où toute la famille se retrouvait». Son père Brahim, qui travaillait au port d’Alger, s’était établi dans la capitale au début du siècle dernier. «On habitait à la rue Montfleury au Ruisseau où j’ai passé toute mon enfance ; ma scolarité, je l’ai effectuée à la Régie et mon contact avec le ballon n’est pas étranger à ce quartier puisque mon école se trouvait juste derrière le ‘‘Poulailler’’ du stade d’El Annasser».
Achour a appris à taper dans le ballon à la forêt des Arcades qui surplombe le Ruisseau. «Le MCA venait s’y entraîner sous la houlette de Smaïl Khabatou. Il y avait Abtouche, Hamoutène, Abdellaoui, Hamid, Hahad, Dahmoune qui était mon idole. Il jouait ailier gauche. Je me mettais derrière Abtouche, je ramassais les balles. J’étais prédestiné pour être gardien de but. Mais un ami de quartier, Legouissi, qui jouait au Club Athletic de Belcourt, m’a proposé d’aller jouer au CAB. Au départ, j’étais réticent, mais je me suis dit : ‘‘après tout, pourquoi pas ?’’ J’étais encore cadet et dans ma tête j’étais recruté pour évoluer dans les bois. Abdeldjebar Mokhtar, entraîneur-joueur, m’a mis à l’essai. Un jour, au stade d’Hussein Dey, l’équipe juniors du CAB jouait, mais il manquait un élément. L’entraîneur m’a mis dans le bain. J’ai marqué deux buts. C’était parti !
En fin de saison, le CAB s’était attaché les services de l’emblématique entraîneur Meftah Abderrahmane. Lors du dernier match de championnat contre la grande équipe du Mouloudia de Cherchell, Meftah m’a incorporé alors que j’étais cadet. Nous avions gagné 1 à 0 et c’était moi l’auteur du but !» À partir de là, Achour était titulaire à part entière au CAB et eut même le privilège de faire partie de la sélection d’Alger juniors sous la direction de Jasseron qui était parti le superviser lors du match qui a opposé le CAB à la JLCD à Douéra. « En 1956, on devait jouer contre le Maroc, mais les compétitions ont été arrêtées suite à l’appel du FLN. »
Parallèlement, Achour poursuivit assidûment ses études jusqu’au baccalauréat. «Jasseron m’a fait la proposition d’aller jouer au Havre où il y avait les frères Soukhane, Bouchache, mais mon père a refusé. A la fin des années 1950, Smaïl Khabatou avec Abid du RCK étaient au Ruisseau et ont formé une belle équipe. On a joué un match contre la Colonne Voirol à Birkhadem. A la Colonne, il y avait un certain Lalmas ; on a gagné 5 à 4. J’ ai marqué les 5 buts de mon équipe, et Lalmas les 4 de la sienne. À partir de là, on l’a approché pour jouer avec nous à l’OMR», nous dira Achour.
Débuts à l’OM Ruisseau
«A l’indépendance, à Belcourt, les dirigeants se sont mis d’accord pour créer un seul club, par la fusion du Widad Riadhi de Belcourt et les Chabab Athletic de Belcourt. Et pour ne pas froisser les susceptibilités des uns et des autres, ils ont choisi le C du CAB et le R du WRB, ce qui donna lieu au Chabab Riadhi de Belcourt. Je jouais au Ruisseau aux côtés de Lalmas», ajoutera-t-il. Rachid Bouderbal, chargé du recrutement au CRB, a tout fait pour faire venir Lalmas au Chabab. Il n’a pas pu et le club n’avait pas encore de ressources.
Achour s’est engagé à son corps défendant à convaincre Lalmas. Il n’en dira pas plus. Un vieux dirigeant nous avait raconté cet épisode il y a quelques années et il ressort «que Achour a dû recourir à un subtil compromis pour faire signer Lalmas au CRB, très sollicité à l’époque par le NAHD et le MCA. Achour avait pris sur lui-même la venue de Lalmas au sommet de son art. Des sacrifices ont été consentis et toutes les parties y avaient trouvé leur compte».
Après, le CRB a tout gagné dominant outrageusement le championnat. «On s’entendait comme larrons en foire. Les dirigeants avaient réussi à recruter des joueurs de qualité à chaque poste. Amar, Medhehbi, Chenen, Zitoun, Zerar… C’était ça la force du CRB avec un entraîneur-joueur, Ahmed Arab, qui a fait un travail colossal en amenant la rigueur et la gagne. Notre force, c’était aussi la stabilité du staff dirigeant, technique et des joueurs, le tout baignant dans un état d’esprit formidable. De mémorables moments vécus solidairement au CRB, comme lorsque nous avions battu les Forces Armées Royales, ossature de l’équipe marocaine, par 3 à 0, aux Annassers, ou encore le match épique livré dans ce même stade en nocturne face à Saint Etienne (2-2).
A contrario, Achour évoque aussi des souvenirs peu glorieux, comme la défaite bête face à la Guinée aux JO de 1968 au Maroc, alors que le match était largement à leur portée. Achour met en avant «l’ambiance formidable» qui régnait au CRB et le bizutage dont il a fait l’objet. «Salmi a dit que j’étais né avec les moustaches. Un jour, les joueurs se sont entendus pour me raser les moustaches. Ils se sont escrimés en m’immobilisant pour tenter de le faire, mais ils n’ont pas pu. Ce qui a conforté Salmi dans ses convictions : ‘‘Je vous l’ai dit, Achour est né avec les moustaches...’’», se souvient Achour.
Le CRB a dominé le football maghrebin trois années successives et a laissé son empreinte sur le championnat national. «En 1972, les dirigeants avaient ramené Mustapha Dahleb pour prendre ma relève. Ils l’ont fait jouer à gauche, il leur a dit : ‘‘Mais il y a un ailier-type’’. Quand ils l’ont fait revenir au milieu, son poste de prédilection, il a explosé et apporté le plus attendu jusqu’à faire dire à Larbi Benbarek, qui était venu voir le CRB à Casablanca : ‘‘Heureusement que le bon Dieu m’a prêté vie pour voir une équipe aussi talentueuse qui peut rivaliser avec les meilleurs au monde’’.» Achour a porté le maillot national à plusieurs reprises. Sa concurrence supposée avec Amirouche Boualem est, selon lui préfabriquée, puisque «j’ai d’excellents rapports avec lui. C’est l’entraîneur qui fait ses choix, et dire que c’était Lalmas qui m’imposait en sélection est une vue de l’esprit.»
Fair-play exemplaire
«J’ai travaillé avec Salmi lorsqu’il était président du CRB. On a remporté la coupe de la Ligue et le championnat et tiré notre épingle du jeu.» Achour insiste sur la formation, seule voie du salut. Il sait de quoi il parle puisqu’il est à l’origine de l’éclosion de jeunes comme Hamaï, Maziz, Abdelghafour, Bouhalissa, Talbi, Laribi… avec lesquels il a atteint la finale de la coupe d’Algérie juniors perdue «bêtement» face à l’USM Alger de Djamel Zidane et consorts. Achour a drivé l’équipe seniors du CRB, l’UPC Salembier durant 3 ans, avec à la clé une accession et un 1/16es de finale de la coupe d’Algérie, la CNAN qui a accédé sous son règne, et la JSM Chéraga qu’il a sortie de l’ornière.
Le Dr Rachid Laâla, défenseur de l’USMA, se rappelle des duels épiques du début des années soixante-dix entre les deux clubs. «Achour avait le sens du but, et sa pointe de vitesse était sa force. Lorsque Lalmas démarrait, instinctivement, sans voir, Achour s’attendait à receptionner le ballon. Les défenseurs usaient de ruses pour le contrer, mais il réussissait toujours à leur échapper. Et ce qui ne gâte rien, en grand seigneur il était d’une sportivité exemplaire. Il n’a jamais reçu de carton et cela mérite d’être signalé», témoigne le Dr Rachid, ancien arrière latéral des Rouge et Noir…
«Lorsque j’ai eu des problèmes de santé assez sérieux, il a fallu que je tombe sur les professeurs Allouache, Chaouch et Bayou, tous fervents supporters du CRB. Enfin, lors de ma dernière opération chirurgicale, c’est encore le professeur Bernaoui, un cousin de mon ami Hamid Bernaoui, joueur de l’USMA, qui m’a pris en charge. Comme vous le voyez, le sport est aussi un vecteur de solidarité extraordinaire.» Achour avoue que son rapport au football a changé. «C’ést devenu trop matériel et le foot ne véhicule plus les mêmes valeurs». Le foot d’aujourd’hui n’enchante guère Achour, c’est un foot de petite vertu, qui tarifie de plus en plus ses prestations avec les télés, les sponsors, dépouillé de son authenticité. Le football n’a de professionnel que le nom. Heureusement, la vague de l’argent qui emporte le foot on ne sait où n’a pas encore recouvert tous les sentiments ou noyé les derniers usages. Achour sait que nous vivons une autre époque, où les repères ne sont plus les mêmes.
Bon courage à l’EN !
Le Mondial qui pointe à l’horizon est perçu comme un événement sans pareil, une activité aussi fortement et naturellement en résonance avec les aspirations de tous les hommes et les femmes de la planète. Le Mondial peut nous parler de nous-mêmes, de notre propre condition avec une profondeur que l’on ne soupçonne pas. Sous une apparence anodine, le football laisse en fait percer une vraie gravité. C’est dire que d’autres considérations économiques, sociales, politique pèsent aujourd’hui sur cette activité surmédiatisée dans un monde globalisé. L’équipe nationale et le Mondial ? «Je pense que nous avons de bons éléments et que l’entraîneur est continuellement la cible de critiques. Il faut le laisser travailler dans la sérénité. Chaque entraîneur a une épée de Damoclès qui plane sur sa tête.»
Le Mondial est un moment magique, où les joueurs et le pays sont mis en évidence. «Il faut en tirer le meilleur profit. Si les joueurs croient en leurs possibilités, s’ils sont solidaires, s’ils ont la rage de vaincre, je pense qu’on peut faire quelque chose. Personnellement, je suis ébloui par la classe de Brahimi et Mahrez. Mais c’est la solidarité de groupe qui prime», insiste Achour qui pourrait faire sienne cette réflexion de Zineddine Zidane : «Les performances individuelles, ce n’est pas le plus important ! On gagne et on perd en équipe…».
Parcours :
Louahdi Achour est né le 14 mars 1938 à Sétif. Il a fait ses classes à l’OMR et a percé au CRB où il est devenu une des pièces maîtresses. Après sa retraite sportive en 1972, il a drivé l’équipe seniors du Chabab, l’UPC Salembier, la CNAN et Chéraga avec lesquelles il a obtenu des résultats satisfaisants. Sur le plan professionnel, il a toujours exercé à la DGSN, a gravi les échelons depuis 1966 pour devenir commissaire. Il a pris sa retraite en janvier 1999. Achour a 5 enfants et 9 petits-enfants auxquels il n’a pas suggéré l’idée d’aller jouer au football, mais de se consacrer à leurs études…
Hamid Tahri  - Achour Ouahdia Hassan a été appelé en sélection nationale à un âge un peu avancé, pour affronter en date du 17 février 1965, la formation Hongroise de Ferenc-Varos, avec comme entraîneurs, Ibrir et Khabatou. Il avait 27 ans. il y restera pendant cinq ans, jusqu’à l’âge de 31 ans. Il porta régulièrement le maillot national. Sa dernière rencontre officielle internationale, il l’a joué à l’âge de 32 ans, le 18 septembre 1969, contre l'Égypte. Il a participé à 9 rencontres de coupe d’Afrique des Nations, à 1 match de coupe du monde, à deux rencontres aux jeux olympiques (éliminatoires), à 3 matches aux jeux méditerranéens. Je ne crois pas qu'il a plus de sélections de Lalmas. A vérifier.

### Carrière en sélection
Achour reçoit 13 sélections en équipe d'Algérie, inscrivant deux buts. Il joue son premier match en équipe nationale le 1er novembre 1965.

## Palmarès
CR Belcourt
| - Championnat d'Algérie (4) : - Champion : 1964-1965, 1965-1966, 1968-1969 et 1969-1970. - Vice-champion : 1966-1967 et 1971-1972. - Meilleur buteur : 1964-1965 (19 buts). - Coupe d'Algérie (3) : - Vainqueur : 1965-1966, 1968-1969 et 1969-1970. |  | - Coupe du Maghreb des clubs champions (3) : - Vainqueur : 1969-1970, 1970-1971 et 1971-1972. |